# Новые левые (Китай)
Китайские новые левые (кит. 新左派) — политическое и экономическое направления мысли в КНР, появившееся в середине 1990-х годов, как леворадикальный ответ на неолиберальные реформы. Своё название получило по аналогии с новыми левыми движениями в остальном мире — из-за критики слева традиционных структур (в данном случае Коммунистической партии Китая). При этом китайские новые левые часто находятся под влиянием маоизма и ориентируются на протестное рабочее движение.